# Eragrostis pringlei
Eragrostis pringlei là một loài thực vật có hoa trong họ Hòa thảo. Loài này được Mattei mô tả khoa học đầu tiên năm 1909.